# Nispetiye Caddesi
Nispetiye Caddesi, anche Nisbetiye Caddesi è la strada principale che collega rispettivamente le mahalle di Levent, Nisbetiye, Akatlar, Kültür, Etiler e Rumelihisarı. La strada è oggi circondata da numerosi centri commerciali e ristoranti. Il traffico sulla strada è molto intenso tra le 8-10 del mattino e le 18-20 della sera. La strada ha dato il nome al quartiere di Nisbetiye.

## Storia
Nispetiye era un tempo una strada di campagna sterrata che costituiva il confine meridionale di Levent. L'area nota come Ön Levent, che costituisce il lato meridionale della strada, era una zona disabitata. Negli anni '50, a Etiler cominciarono a essere costruite delle ville e Nispetiye divenne una strada centrale che collegava Levent a Etiler. Dagli anni '70, la strada è l'arteria principale della regione.

## Descrizione
La strada, che parte da Büyükdere Caddesi, attraversa i quartieri di Levent ed Etiler del distretto di Beşiktaş, e termina alla svolta di Yıldız Tesisleri nel quartiere di Rumelihisarı di Sarıyer. Il quartiere di Etiler è stato costruito intorno a Nispetiye Caddesi. La strada, inizialmente circondata da case unifamiliari, è ora circondata da centri commerciali, luoghi di intrattenimento e ristoranti. A sud del prolungamento della strada a Rumelihisarı si trova l'Università del Bosforo, mentre a nord ci sono insediamenti di gecekondu.

## Trasporti
La strada è servita dalla linea M6 della metropolitana di Istanbul.